# 生子神社 (鹿沼市)
生子神社（いきこじんじゃ）は栃木県鹿沼市樅山町（もみやままち）の西部丘陵部の縁辺に鎮座する神社。旧社格は村社。
9月の例祭に奉納される泣き相撲が有名で、県内外から多くの幼児が参加する。

## 祭神
瓊々杵神（ににぎのかみ）を祀るが、古くは「籾山（もみやま）明神」と称された。安産、痘瘡（天然痘）平癒、育児の神として信仰を集める。

## 由緒
神亀3年（726年）の創祀と伝え、当初は籾山明神と称されたという。天文18年（1549年）、氏子某の一子が痘瘡により死去した為、嘆き悲しんだ某夫妻が明神に我が子の蘇生を祈願した後に境内に湧くミタラセの池で水行を行ったところ、3日後に願いが叶い、以来「生子神社」と呼ばれるようになったという。
近世まで浄慶院（じょうけいいん）という寺院が別当として管掌して来たが、明治8年（1875年）に廃寺とされた。
なお、神社周辺に縄文時代の遺跡があるが、神社との関係は不明。

## 祭祀
例祭は1月と9月に行われる。
泣き相撲
9月の例祭は19日に行われたが、現在では19日直後の日曜日に行われ（19日が日曜日であれば19日となる）、例祭後に泣き相撲（なきずもう）が奉納される。
氏子中から選ばれた力自慢の男子が力士と行司に扮し、境内ミタラセの池で身を浄めた後に境内に設けられた土俵に上がって修祓を受け、その後、行司が東西に分かれた1歳から2歳くらいの幼児2人を呼び出し、東西の各力士が白い鉢巻を巻いた着衣のままの幼児を抱いて土俵に上がり対面すると、行司の軍配を合図に「ヨイショ、ヨイショ」と掛け声を掛けながら幼児を頭上高く揺すり上げて先に泣いたほうを勝ちとする神事。
天文18年の痘瘡により死去した子供が「ウワーン」と泣きながら蘇生した故事に起源を持つと伝えるが、神社に奉納された絵馬等から江戸時代の末期に子供の成育を願う子供相撲が行われていた事が判り、泣き相撲はそれから発生したものとされ、その発生時期は不明であるものの文久年間（19世紀後葉）には既に行われていたとされる。
かつては樅山町内の氏子幼児を対象に行われ、「泣く子は育つ」という俗信に基づいて子供の成長を祈願するとともに氏子入りの機能をも有する神事であったと考えられ、時代の変遷とともに信仰圏が拡大し、参加児童も氏子地域を超えて周辺市町村から集まるようになり、現在では更に広く県の内外から多くの幼児が集まるようになっている。それに伴い、行事の主催者も昭和40年代半ば（1970年頃）から相撲講が組織され、参加者はこれに申し込む形式を採るようになり、同時に勝敗を決せず両方に勝ち名乗りを挙げる形式となった。
平成2年（1990年）に鹿沼市の無形民俗文化財に指定され、同8年に国の「記録作成等の措置を講ずべき無形の民俗文化財」に選択された。
なお、泣き相撲の行われる土俵の傍らには仮設の土俵が設けられ、泣き相撲参加幼児よりも年長の樅山町内の氏子の子供による子ども相撲も催されるが、この子ども相撲でも勝敗をつけない習慣とされている。また、平成23年（2011年）11月10日には両国国技館で行われた東京東信用金庫主催「ひがしんビジネスフェア」に参加している。
日の出祭り
1月の例祭はかつては8日に行われていたが、現在は第3日曜日に行われる。日の出前に氏子一同が神社に参集し、42種の供物を神前に供えた後に弓取り式の神事を行う。
古くは未明に日の出を待って行われたので「日の出祭り」と呼ばれるようになったといい、天文18年に痘瘡により失った一子の蘇生を願った氏子某が、祈願に際して42種の供物を神前に供えたという故事に始まるものと伝えられる。また、弓取り式は金銀の紙を貼ってこれを大蛇または百足の目に見立てた的を作り、7歳の男子がこれを射、5歳の男子がその矢を引き抜くという魔除けや豊作を祈願する破魔弓の神事で、古代の太陽信仰に起源を持つ神事であるともいわれている。オビシャ神事の展開形のひとつと思われ、平成12年（2000年）に鹿沼市の無形民俗文化財に指定された。

## 文化財
（件名後の括弧内は指定等の種別と年月日）
国選択
- 泣き相撲（記録作成等の措置を講ずべき無形の民俗文化財、1996年（平成8年）11月28日選択）

鹿沼市指定
- 泣き相撲（無形民俗文化財、1990年（平成2年）3月31日指定）
- 日の出祭り（無形民俗文化財、2000年（平成12年）11月28日指定）